# Petinomys fuscocapillus
Petinomys fuscocapillus е вид бозайник от семейство Катерицови (Sciuridae). Видът е почти застрашен от изчезване.